# Campionati del mondo di atletica leggera indoor 2010 - 400 metri piani maschili
I 400 m piani si sono tenuti il 12 e 13 marzo. Lo standard di qualificazione era di 47"00.

## Risultati

### Batterie
I primi 2 di ogni batteria e i 2 migliori tempi vanni in 
| Rank | Heat | Name                      | Nationality        | Time  | Notes     |
| ---- | ---- | ------------------------- | ------------------ | ----- | --------- |
| 1    | 4    | Jamaal Torrance           | Stati Uniti        | 46.70 | Q         |
| 2    | 2    | David Gillick             | Irlanda            | 46.72 | Q         |
| 3    | 2    | William Collazo           | Cuba               | 46.78 | Q         |
| 4    | 4    | Edino Steele              | Giamaica           | 46.80 | Q         |
| 5    | 3    | Bershawn Jackson          | Stati Uniti        | 46.87 | Q         |
| 6    | 3    | Nery Brenes               | Costa Rica         | 46.94 | Q         |
| 7    | 5    | Chris Brown               | Bahamas            | 46.95 | Q         |
| 8    | 3    | Richard Buck              | Gran Bretagna      | 47.02 | q         |
| 9    | 1    | Dmitry Buryak             | Russia             | 47.03 | Q         |
| 10   | 2    | Ricardo Chambers          | Giamaica           | 47.06 | q         |
| 11   | 1    | Michael Mathieu           | Bahamas            | 47.10 | Q         |
| DQ   | 5    | Denis Alekseyev           | Russia             | 47.18 | Q, Doping |
| 12   | 1    | Rabah Yousif              | Sudan              | 47.21 |           |
| 13   | 5    | Marcin Marciniszyn        | Polonia            | 47.23 |           |
| 14   | 1    | Santiago Ezquerro         | Spagna             | 47.26 |           |
| 15   | 4    | Brian Gregan              | Irlanda            | 47.26 |           |
| 16   | 5    | Arismendy Peguero         | Rep. Dominicana    | 47.28 |           |
| 17   | 3    | Clemens Zeller            | Austria            | 47.39 |           |
| 18   | 1    | Takeshi Fujiwara          | El Salvador        | 48.21 | NR        |
| 19   | 2    | Dale Garland              | Gran Bretagna      | 48.26 |           |
| 20   | 4    | Nicolas Fillon            | Francia            | 48.28 |           |
| 21   | 4    | Jarrin Solomon            | Trinidad e Tobago  | 48.37 |           |
| 22   | 3    | Lewis Banda               | Zimbabwe           | 48.85 |           |
| 23   | 5    | Andrés Silva              | Uruguay            | 49.09 | SB        |
| 24   | 2    | Wala Gime                 | Papua Nuova Guinea | 49.92 | NR        |
| 25   | 3    | Gakologelwang Masheto     | Botswana           | 50.96 | SB        |
| 26   | 4    | Matthew Pangelinan        | Guam               | 55.33 | SB        |
| NCL  | 1    | Renny Quow                | Trinidad e Tobago  | DNF   |           |
|      | 5    | Mohammed Ghaleb Al-Omaisi | Yemen              | DNS   |           |

### Semifinali
I primi tre di ogni semifinale vanno in finale
| Rank | Heat | Name             | Nationality   | Time  | Notes  |
| ---- | ---- | ---------------- | ------------- | ----- | ------ |
| 1    | 1    | Bershawn Jackson | Stati Uniti   | 46.13 | Q      |
| 2    | 1    | David Gillick    | Irlanda       | 46.15 | Q      |
| 3    | 1    | William Collazo  | Cuba          | 46.34 | Q, PB  |
| 4    | 2    | Chris Brown      | Bahamas       | 46.64 | Q      |
| 5    | 2    | Jamaal Torrance  | Stati Uniti   | 46.69 | Q      |
| 6    | 2    | Nery Brenes      | Costa Rica    | 46.73 | Q, SB  |
| 7    | 1    | Edino Steele     | Giamaica      | 46.84 |        |
| 8    | 2    | Dmitry Buryak    | Russia        | 46.95 |        |
| 9    | 1    | Michael Mathieu  | Bahamas       | 47.09 |        |
| DQ   | 1    | Denis Alekseyev  | Russia        | 47.22 | Doping |
| 10   | 2    | Richard Buck     | Gran Bretagna | 47.70 |        |
| 11   | 2    | Ricardo Chambers | Giamaica      | 48.02 |        |

### Finale
| Pos | Nome             | Nazione     | Tempo | Note |
| --- | ---------------- | ----------- | ----- | ---- |
| 1   | Chris Brown      | Bahamas     | 45.96 | SB   |
| 2   | William Collazo  | Cuba        | 46.31 | PB   |
| 3   | Jamaal Torrance  | Stati Uniti | 46.43 |      |
| 4   | Nery Brenes      | Costa Rica  | 46.55 | SB   |
| 5   | Bershawn Jackson | Stati Uniti | 46.84 |      |
| NCL | David Gillick    | Irlanda     | DQ    |      |